# Gerardus 't Hooft
Gerardus 't Hooft (Den Helder, 5. srpnja 1946.), nizozemski fizičar. Doktorirao (1972.) na Sveučilištu u Utrechtu gdje je bio profesor. Gostovao je kao predavač na više znanstvenih konferencija Adriatic meeting on particle physics, koje organiziraju zagrebački fizičari čestica. Kako se 1960-ih pojavila nada da će se objašnjenje temeljnoga slabog međudjelovanja naći putem objedinjenja s elektromagnetizmom, na sličan način na koji je J. C. Maxwell objedinio električne i magnetske pojave, on je u radu objavljenom 1971. pokazao renormalizabilnost (uklonjivost beskonačnosti) elektroslabe teorije i time ju svrstao u red teorija koje omogućuju proračune velike preciznosti. Ti su proračuni olakšali nalaženje t-kvarka 1994. na tevatronu kraj Chicaga. Za rad koji je rasvijetlio kvantnu strukturu elektroslabih međudjelovanja u fizici podijelio je Nobelovu nagradu za fiziku 1999. sa svojim bivšim učiteljem M. Veltmanom.

## Elektroslaba teorija
Elektroslaba teorija je teorija ustanovljena pri pokušajima formulacije konzistentne teorije slabih međudjelovanja, po uzoru na kvantnu elektrodinamiku. Konstrukciju takve teorije započeli su u 1960-ima S. L. Glashow, A. Salam i S. Weinberg, temeljeći je na četirima prijenosnicima sile od kojih su dva nabijena, a dva neutralna. Eksperimentalna potvrda dodatne, neutralne slabe struje, koju ta konstrukcija predviđa, donijela je tim autorima Nobelovu nagradu za fiziku 1979. Za samu matematičku formulaciju te teorije, koja omogućuje i njezinu iscrpnu eksperimentalnu provjeru, 1999. dodijeljena je još jedna Nobelova nagrada za fiziku G. ’t Hooftu i M. Veltmanu.

## Kvantna elektrodinamika ili kvantna teorija polja
Kvantna elektrodinamika ili kvantna teorija polja je kvantna teorija međudjelovanja koja opisuje ponašanje čestica nabijenih električnim nabojem i objašnjava sve elektromagnetske pojave. Formulirana je kasnih 1940-ih godina (R. P. Feynman; S. Tomonaga; J. S. Schwinger). Nastala je spajanjem relativističkih i kvantnomehaničkih načela, a u tome je spoju rođeno novo baždarno načelo lokalne simetrije, važno i za ostala temeljna međudjelovanja. Kvantna elektrodinamika jedna je od najtočnijih teorija polja i fizike uopće, jer su njezina predviđanja eksperimentalno provjerena do preciznosti jedan u milijardu (1 : 109 = 10–9). Zbog takve preciznosti uzima se uzorom za teoriju polja. U toj teoriji elektromagnetska sila, kojoj je doseg beskonačan, opisuje se jednodimenzijskom U(1) simetrijom koja, najjednostavnije govoreći, opisuje simetriju vrtnje kruga.

## Poveznice
- 't Hooft-Polijakov monopol
- 't Hooftov simbol

## Vanjske poveznice
|  | Zajednički poslužitelj ima još gradiva o temi Gerardus 't Hooft |

- Nobel Prize citation  Arhivirana inačica izvorne stranice od 3. kolovoza 2004. (Wayback Machine)
- Nobel Lecture
- Homepage of G. 't Hooft.
- Publications from Google Scholar.
- Publications on the Arxiv.
- How To Become a Good Theoretical Physicist, by Gerard 't Hooft